# Schizostachyum pleianthemum
Schizostachyum pleianthemum là một loài thực vật có hoa trong họ Hòa thảo. Loài này được S.Dransf. miêu tả khoa học đầu tiên năm 1983.